# La Conquête d'un cœur
Pour plus de détails, voir Fiche technique et Distribution.
La Conquête d'un cœur (Racing Hearts) est un film américain réalisé par Paul Powell, sorti en 1923.

## Fiche technique
- Titre original : Racing Hearts
- Titre français : La Conquête d'un cœur
- Réalisation : Paul Powell
- Scénario : Will M. Ritchey et Byron Morgan
- Photographie : Bert Baldridge
- Société de production : Paramount Pictures
- Pays d'origine : États-Unis
- Format : Noir et blanc - 1,33:1 - Film muet
- Genre : comédie dramatique
- Durée : 60 minutes
- Date de sortie : 1923

## Distribution
- Agnes Ayres : Virginia Kent
- Richard Dix : Robby Smith
- Theodore Roberts : John Kent
- Robert Cain : Fred Claxton
- Warren Rogers : Jimmy Britt
- J. Farrell MacDonald : Silas Martin
- Ed Brady : Pete Delaney
- Fred J. Butler : Burton Smith
- Robert Brower : Horatio Whipple
- Kalla Pasha (en) : Mécanicien
- James A. Murphy : Pilote de course